# Alexander Onassis
Alexander Onassis (Grieks: Αλέξανδρος Ωνάσης) (New York, 30 april 1948 – Athene, 23 januari 1973) was een Amerikaans zakenman en de zoon van de Griekse scheepsmagnaat Aristoteles Onassis. 

## Biografie
Alexander werd in 1948 geboren, twee jaar na het huwelijk van zijn vader met Athina Mary Livanos, dochter en erfgenaam van mede-scheepsmagnaat Stavros Livanos. Hij werd vernoemd naar een oom van zijn vader die omkwam in 1922 toen zijn familie de toen nog in de overwegend Griekse stad Smyrna woonde en die toen door de Turken ingenomen werd. Twee jaar later werd zijn zus Christina geboren. Hij ging niet naar een gewone school maar kreeg privéles. In 1965 begon hij voor zijn vader te werken in Monaco en kreeg een bescheiden loon, ondanks de grote rijkdom van zijn vader. Hij begon een affaire met Odile Rodin, die elf jaar ouder was en de weduwe was van de Dominicaanse diplomaat en playboy Porfirio Rubirosa. 
In oktober 1968 trouwde zijn vader met Jacqueline Kennedy, de weduwe van president John F. Kennedy. Hij en zijn zus waren erg ontdaan door het huwelijk. Zij hoopten immers op een verzoening van hun ouders wat mogelijk leek nadat de affaire van zijn vader met Maria Callas ten einde kwam. Ondanks dat ze niet met hun nieuwe stiefmoeder overweg konden was de relatie met John-John en Caroline wel goed. Hij kreeg een affaire met de 16 jaar oudere Fiona Thyssen, waar zijn beide ouders fel op tegen waren. 
In 1967 was Onassis begonnen met het nemen van vlieglessen. In 1971 werd hij directeur van Olympic Aviation, een regionale dochteronderneming van Olympic Airways, de luchtvaartmaatschappij van zijn vader. Op 23 januari 1973 overleed hij aan zijn verwondingen die hij een dag eerder opliep toen zijn watervliegtuig, een Piaggio P.136L-2 waarin hij passagier was, neergestort was op de Hellinikon International Airport van Athene. Alexander was instructeur van een piloot in opleiding. Het vliegtuig stortte neer nauwelijks 15 seconden na het opstijgen ten gevolge van het afbreken van de rechtervleugel. Alexander Onassis werd begraven in een mausoleum op het eiland Skorpios, dat eigendom van zijn vader was. 